# Centrale voor Socialistische Cultuurwerken
De Centrale voor Socialistische Cultuurwerken (CSC) was een Belgische socialistische cultuurorganisatie.

## Historiek
De organisatie werd opgericht in 1956 als koepelorganisatie. 
In 1968 fuseerde de organisatie met de Centrale voor Arbeidersopvoeding (CAO) tot de Centrale voor Socialistisch Cultuurbeleid (CSC).

## Structuur

### Bestuur
| Tijdspanne  | Voorzitter        |
| ----------- | ----------------- |
| 1956 - 1958 | Jan Cornet        |
| 1958 - 1960 | Adolf Molter      |
| 1960 - 1965 | Fernand Desmets   |
| 1965 - 1967 | Christ De Bruyker |
| 1967 - 1968 | Hector Stalmans   |

### Aangesloten verenigingen
- Federatie van Arbeiders Foto- en Kinokringen
- Federatie van Vlaamse Socialistische Volkskunstgroepen
- JongSocialisten
- Socialistische Federatie voor Postzegelverzamelaars
- Socialistische Vereniging van Sociale Werkers
- Vlaamse Federatie van Arbeidersesperantiesten
- ATB De Natuurvrienden
- Centrale voor Arbeidersopvoeding
- Federatie van Fotokringen
- Federatie van Vlaamse Socialistische Toneelverenigingen
- Nationaal Bibliotheekfonds
- Socialistische Turnbond van België
- Vlaamse Federatie van Socialistische Muziekkorpsen en Zangkringen
- Socialistische Jeugd
- Socialistisch Instituut voor Radio en Televisie